# Prezentul perfect nedefinit în limba engleză
Present Perfect Tense  (numit și The Indefinite Present Perfect) este un timp verbal în limba engleză. În limba română poartă numele de Perfect prezent nedefinit.
Acest timp exprimă:
- acțiuni și stări care au avut loc și s-au terminat anterior momentului vorbirii, dar care sunt în legătură cu prezentul prin consecințele lor;
- acțiuni repetitive frecvent într-un interval temporal legat de prezent (indicate cu adverbe de timp ca: always, often, every day);
- acțiuni și stări desfășurate intr-un interval de timp orientat spre prezent.

Acest timp verbal se formează din prezentul auxiliarului to have plus participiul (forma a treia a) verbului de conjugat. Ca structură este echivalent cu timpul numit în limba română perfect compus.
| Exemplu cu verbul to be | Exemplu cu verbul to be         | Exemplu cu verbul to be |
| Forma afirmativă        | Forma negativă                  | Forma interogativă      |
| ----------------------- | ------------------------------- | ----------------------- |
| I have been             | I have not (haven't) been       | Have I been?            |
| You have been           | You have not (haven't) been     | Have you been?          |
| He/She/It has been      | He/She/It has not (hasn't) been | Has He/she/it been?     |
| We have been            | We have not (haven't) been      | Have we been?           |
| You have been           | You have not (haven't) been     | Have you been?          |
| They have been          | They have not (haven't) been    | Have they been?         |

| Exemplu cu verbul to learn | Exemplu cu verbul to learn         | Exemplu cu verbul to learn | Exemplu cu verbul to learn |
| Forma afirmativă           | Forma negativă                     | Forma interogativă         | Forma negativ-interogativă |
| -------------------------- | ---------------------------------- | -------------------------- | -------------------------- |
| I have learned             | I have not learned                 | Have I learned?            | have I not learned?        |
| You have learned           | You have not (haven't) learned     | Have you learned?          | Have you not learned?      |
| He/she it has learned      | He/She/It has not (hasn't) learned | Has He/she/it learned?     | Has he/she/it not learned? |
| We have learned            | We have not (haven't) learned      | Have we learned?           | Have we not learned?       |
| You have learned           | You have not (haven't) learned     | Have you learned?          | Have you not learned?      |
| They have learned          | They have not (haven't) learned    | Have they learned?         | Have they not learned?     |

| Exemplu cu verbul to learn, forma contrasă | Exemplu cu verbul to learn, forma contrasă | Exemplu cu verbul to learn, forma contrasă | Exemplu cu verbul to learn, forma contrasă |
| Forma afirmativă                           | Forma negativă                             | Forma negativ-interogativă                 |                                            |
| ------------------------------------------ | ------------------------------------------ | ------------------------------------------ | ------------------------------------------ |
| I've learned                               | I haven't learned                          | Haven't I learned?                         |                                            |
| You've learned                             | You haven't learned                        | Haven't you learned?                       |                                            |
| He's/she's/it's learned                    | He/She/It hasn't learned                   | Hasn't he/she/it learned?                  |                                            |
| We've learned                              | We haven't learned                         | Haven't we learned?                        |                                            |
| You've learned                             | You haven't learned                        | Haven't you learned?                       |                                            |
| They've learned                            | They haven't learned                       | Haven't they learned?                      |                                            |

### Răspuns scurt (short answer)
În cazul răspunsului afirmativ nu se poate folosi forma contrasă, iar în cazul răspunsului negativ folosirea formei contrase este obligatorie:
- Yes, I have.
- Yes, you have.
- Yes, he/she/it has.
- Yes, we have.
- Yes, you have.
- Yes, they have.

- No, I haven't.
- No, you haven't.
- No, he/she/it hasn't.
- No, we haven't.
- No, you haven't.
- No, they haven't.